# Scyphozoa

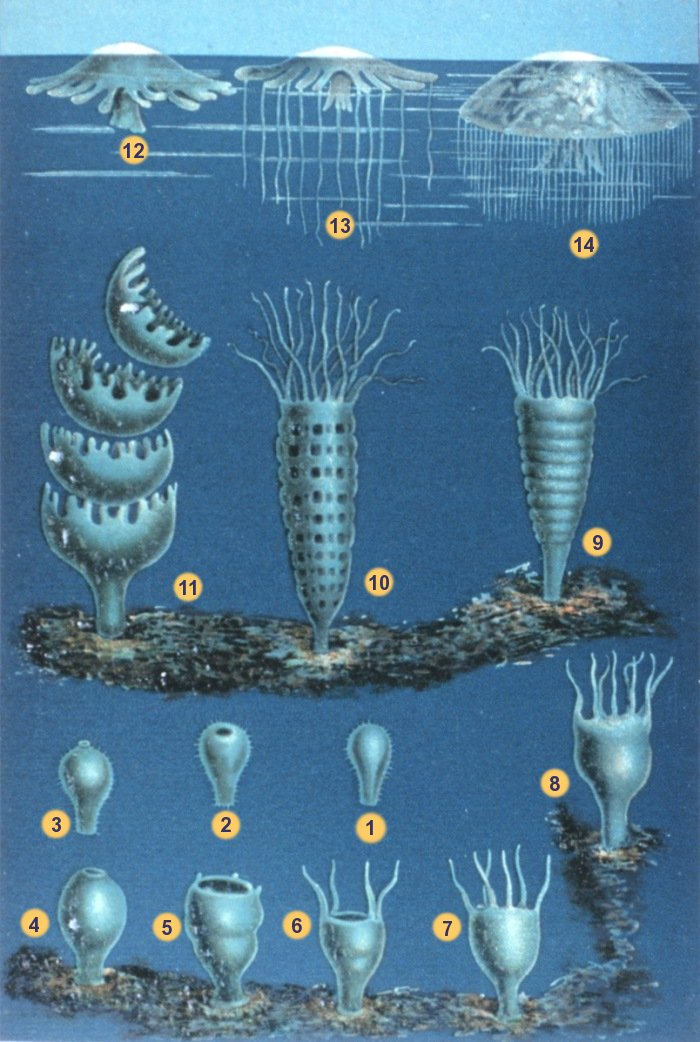
Ciclo biológico de los escifozoos.1-8: fijación y desarrollo de la larva plánula para originar un escifistoma; 9-10: estrobilación del escifistoma; 11: liberación de las éfiras; 12-14: transformación de la éfira en una medusa adulta.

Los escifozoos (Scyphozoa, del griego skyphos, copa, y zoon, animal) son una clase del filo Cnidaria con la fase de pólipo muy reducida. De hecho, son los cnidarios a los que más frecuentemente se alude como medusa, ya que es esta fase la que predomina y acostumbra a ser más grande que las hidromedusas con un diámetro entre  2 y 40 cm, pudiendo pesar hasta 40 kg como Rhizostoma luteum aunque Cyanea capillata puede llegar a 2 m de diámetro y tentáculos de 60 o 70 m de longitud. Se conocen unas 200 especies, presentes en todos los mares.

## Escifopólipos
Los escifopólipos son pequeños e inconspicuos, y reciben el nombre de escifistomas. Se originan por metamorfosis de la larva plánula. Sufren un tipo especial de reproducción asexual llamado estrobilación, que consiste en una fisión transversal mediante el cual se van liberando pequeñas medusas llamadas éfiras; en esta etapa los escifopólipos se denominan estróbilos. Tras este período reproductivo, reanudan su vida como escifistomas hasta el siguiente año, en que se repite el proceso.

## Reproducción y desarrollo
Tras la segmentación se produce una blástula hueca, que se desarrollara para formar una larva plánula con una breve existencia libre, tras la cual se fija al substrato, experimenta una metamorfosis y se transforma en una pequeña forma polipoide llamada escifistoma.
El escifistoma sufre la mencionada estrobilación y va produciendo diminutas medusas jóvenes (éfira) que, en unos meses, se transforman en medusas adultas que llevan a cabo la reproducción sexual.
Este ciclo básico sufre modificaciones diversas. En algunas Semaeostomeae el escifistoma queda incluido en quistes dentro del progenitor, eludiendo así la fase sésil; algunos géneros de Coronatae carecen de escifistoma y del huevo se desarrolla directamente una medusa adulta.